# Oh Uganda, Land of Beauty
Oh Uganda, Land of Beauty (em português:  "Ó Uganda, Terra de Beleza") é o hino nacional de Uganda. É um dos hinos nacionais mais curtos do mundo, com apenas 8 compassos. 